# Justinianus II Rhinotmetos
Justinianus II (Grieks: Ιουστινιανός, Ioustinianos; Nederlands, verouderd: Justiniaan) (668/669 - 711), bijgenaamd Rhinotmetos (met de afgesneden neus) was keizer van Byzantium van 685 tot 695 en van 705 tot 711.

## Eerste keizerschap
Justinianus was nog maar 16 jaar oud toen zijn vader Constantijn IV stierf. Justinianus II was een impulsieve en op roem beluste vorst die vaak door zijn ambities tot onverstandige beslissingen kwam. Wel was hij een bijzonder vroom man.

### Buitenland
Vanwege een burgeroorlog in het Arabische Rijk, de Tweede Fitna was de toestand in het Oosten voor de Byzantijnen vrij gunstig. De nieuwe kalief Abd al-Malik, die vrijwel tegelijk met Justinianus aan de macht kwam, probeerde zijn wankele troon te verstevigen door een vrede te sluiten met Byzantium. Voor Justinianus was dit bijzonder voordelig. Cyprus, Armenië en Iberië kwamen onder gezamenlijk bestuur, zodat de belastingopbrengst gedeeld werd. Voor Cyprus zou deze uitzonderlijke status een aantal eeuwen standhouden. Verder werd de schatting die door de kalief aan Byzantium betaald werd aanmerkelijk vergroot.
Dichter bij huis was het wat moeilijker. Justinianus moest zwaar slag leveren tegen de Slaven om de streek rond Thessalonika veilig te krijgen (688-689). Na de overwinning deporteerde hij heel wat Slaven naar Opsikion in Anatolië, waar ze gedwongen werden zich in te lijven in het leger. Ook andere bevolkingsgroepen werden gedeporteerd: de Mardaieten naar het Nurgebergte en een groep Cyprioten werden gevestigd in de Peloponnesos.
In 692 kwam er een einde aan de Arabische burgeroorlog en Abd al-Malik hervatte de Byzantijns-Arabische oorlogen, beginnende met de Slag bij Sebastopolis. Daarna begon Abd al-Malik met de verovering van Noord-Afrika.

### Religie
In 692 riep hij een Concilie bijeen (het Quinisextum of het Concilie in Trullo, naar het paleis in Constantinopel waar het gehouden werd) om te trachten de christelijke moraal te verstevigen. Een aantal volksgebruiken uit de heidense tijd werd verboden, zoals de Brumalia  waar mannen en vrouwen gemaskerd in de straten dansten en de oogstfeesten, waar nog liederen aan Bacchus in voorkwamen. Deze maatregelen waren echter niet bijster succesvol.
Ook met de paus waren er wat problemen. Paus Sergius I wilde de geldigheid van Quinisextum niet aanvaarden en Justinianus zond een afgezant om hem in de kraag te vatten. Daarbij overschatte hij zijn eigen macht, want uiteindelijk moest zijn afgezant aan de Paus om bescherming vragen tegen alle weerstand die zijn optreden in Italië opriep.

### Binnenland
Ook in het binnenland zat het niet mee. Justinianus hervormde de belastingwetgeving met de Boerenwet, die later bekend zou zijn als het allelenguon ( αλληλεγγυον) waarbij de grondbezitter direct voor de belasting verantwoordelijk gesteld werd. Dit was deel van een agressieve politiek tegen de aristocratie die hij ten behoeve van de kleinere landeigenaren voerde. De aristocraten schoven in 695 Justinianus uiteindelijk aan de kant en hielpen met steun van de partij van de Blauwen Leontios op de troon. (Later vervingen de Groenen hem door Tiberios II).

## Tweede keizerschap
Ex-keizer Justinianus werd als straf de neus afgesneden en hij werd daarna in ballingschap gestuurd naar het verre Cherson op de Krim. Toen de plaatselijke autoriteiten hem weer uit wilden leveren aan de hoofdstad, nam hij de benen en was eerst te gast bij de Chazaren in Phanagoria en vervolgens bij de Bulgaren. Met hun hulp belegerde hij Constantinopel, kroop door de pijp van een aquaduct en wist, eenmaal in de hoofdstad, genoeg steun te krijgen om weer op de troon terug te keren (705). Maar hij ontpopte zich als een wrede tiran die zich meedogenloos op al zijn vijanden zou wreken. Er volgden massaexecuties en een schrikbewind.
Degenen die het meest garen sponnen bij de nieuwe situatie waren de Bulgaren, die met rijke buit en keizerlijke titels naar huis gingen, en de Arabieren. In 707 namen zij Tyana in, een belangrijk fort op de grens met Cappadocië. Onderwijl hield Justinianus strafexpedities, eerst tegen Ravenna, daarna tegen Cherson. Daar liep het echter mis: de bevolking kwam in opstand en de Byzantijnse troepen volgden hun voorbeeld. Al gauw kregen zij de steun van de Khazaren. Er werd een Armeniër tot keizer uitgeroepen: Philippikos, een zoon van de patriciër Nikephoros. Hij verscheen met een leger voor de muren van de stad en werd binnengelaten in 711. Justinianus werd omgebracht en zijn hoofd werd spoedig in Ravenna en Rome tentoongesteld. Hiermee kwam een eind aan de dynastie van Herakleios.